# فزنت ران (اوهایو)
فزنت ران (به انگلیسی: Pheasant Run) یک منطقهٔ مسکونی در ایالات متحده آمریکا است که در اوهایو واقع شده‌است. فزنت ران ۱٬۳۹۷ نفر جمعیت دارد و ۲۵۳٫۹ متر بالاتر از سطح دریا واقع شده‌است.